# Chlamydomonas proteus
Chlamydomonas proteus là một loài tảo trong họ Chlamydomonadaceae, thuộc chi Chlamydomonas.